# SystmOne
SystmOne est un système informatique clinique hébergé de manière centralisée, développé par The Phoenix Partnership (TPP), une entreprise basée à Horsforth. Il est principalement utilisé par les professionnels de santé au Royaume-Uni, notamment dans les soins primaires. Ce système fait partie des solutions accréditées dans le cadre du programme gouvernemental de modernisation des technologies de l'information au sein du NHS.

## Applications
SystmOne est l’un des systèmes informatiques proposés aux médecins généralistes dans le cadre du programme "Systems of Choice" depuis 2008, ainsi que par l'intermédiaire du prestataire de services local, la CSC. Comme les autres systèmes de médecine générale, il repose largement sur l’utilisation des read codes. Toutes les données sont hébergées sur des serveurs distants, et le système est accessible via un téléphone mobile. Il est largement utilisé dans le comté du Yorkshire, où est basée TPP, et soutient notamment le projet Born in Bradford.
Le système est utilisé pour connecter toutes les prisons d’Angleterre à un dossier médical informatique unique, couvrant les 133 prisons, centres pour jeunes délinquants et trois centres de rétention pour immigrés. Le système carcéral n’est cependant pas interconnecté avec ceux utilisés dans le NHS.
SystmOne se décline en plusieurs modules adaptés à différents contextes de soins. Des modules pour la médecine générale, les prisons, la santé infantile, les services communautaires et les soins palliatifs sont largement utilisés dans le NHS. En 2013, plusieurs modules pour les soins secondaires ont été déployés, notamment pour les hôpitaux communautaires et généraux, les services d'urgence, la maternité, la santé mentale et les services sociaux. TPP participe également au développement de dossiers médicaux électroniques, en numérisant un grand nombre de dossiers papier. Cela permet aux médecins, services communautaires et maisons de retraite d’accéder aux dossiers patients — avec leur consentement — et de commander des examens ou des prescriptions sans consultation physique. Le personnel soignant en déplacement peut utiliser le matériel informatique sur place pour accéder aux données.
SystmOne Maternity est utilisé par le Torbay and South Devon NHS Foundation Trust (en) pour l’ensemble de ses services de maternité.
En Angleterre, EMIS Health (en) et SystmOne forment un duopole. Ensemble, ils ont perçu 77 millions de livres pour leurs logiciels de soins primaires en 2018.
Le système permet également l’envoi de SMS automatisés aux patients, par exemple pour rappeler la vaccination contre la grippe.

## Recherche
L'entreprise entretient une relation étroite avec les chercheurs de l'université de Leeds avec lesquels elle a développé un indice électronique de fragilité. L'entreprise dispose d'une base de données contenant 6 millions de dossiers patients anonymisés, appelée ResearchOne, qui en 2015 soutenait 40 à 50 projets de recherche. Environ la moitié ont le potentiel d'informer de nouveaux outils d'aide à la décision clinique. L'un d'eux est le Screening Tool of Older People's potentially inappropriate Prescriptions (STOPP) développé à Newton Abbot. Cet outil est destiné à alerter les prescripteurs sur les combinaisons médicamenteuses à risque. SystmOne permet le partage rapide de telles applications.

## Partage des données
SystmOne prend en charge les dossiers de soins résumés. En mars 2015, la société a conclu un accord pour partager les données patients avec son concurrent EMIS Health, après que IMS MAXIMS ait publié une version open source de son logiciel que les établissements de santé peuvent adapter à leurs besoins. Les entreprises espèrent ainsi offrir des fonctionnalités facilitant le travail inter-organisationnel, comme le partage des tâches et la réservation partagée de rendez-vous. Cet accord est indépendant de la passerelle d’interopérabilité médicale.
En octobre 2015, il a été rapporté que la société collaborait avec le Central London Community Healthcare NHS Trust (en) et le groupe de commission clinique (Clinical Commissioning Group) de Waltham Forest sur deux projets pilotes permettant aux utilisateurs de son logiciel de consulter les dossiers patients sur EMISweb et vice versa, sans utiliser de logiciel externe.

## Problèmes
Le 21 mars 2017, le Information Commissioner's Office a publié une déclaration concernant le modèle amélioré de partage des données de SystmOne.
En juillet 2018, les deux chambres du Parlement britannique ont été informées d’une erreur logicielle qui a conduit au partage des données de patients malgré leur refus explicite. Alors que les médecins généralistes pouvaient enregistrer le refus des patients que leurs données soient utilisées à d’autres fins que leur propre soin personnel, ce refus n’était pas transmis. En conséquence, les données de 150 000 patients ont été diffusées par NHS Digital à des fins d’audit et de recherche.
En août 2018, des problèmes sont survenus avec le système de renouvellement des prescriptions. Plus de 10 000 ordonnances annulées dans le logiciel SystmOne ne l’étaient pas dans les systèmes utilisés par les pharmaciens communautaires. Plus tard en août, 20 000 mises à jour des dossiers patients effectuées avec SystmOne n’ont pas été transférées à leur dossier de soin résumé.